# La Joia Tour
La Joia Tour és la quarta gira de concerts de la cantant catalana Bad Gyal per avançar el seu primer àlbum d'estudi, La Joia. La gira va començar el 22 de maig de 2022 a la ciutat catalana de Viladecans i va concloure el 8 de desembre de 2023 a la ciutat argentina de Buenos Aires.

## Antecedents
Bad Gyal només havia fet una gira mundial amb un show característic com a tal, Bad Gyal Sound System (2019-2021) que la va dur a actuar per moltíssimes sales i festivals d'Europa, Llatinoamèrica i Estats Units. De 2016 a 2019 havia fet gires per Espanya, Europa, Amèrica i Àsia, però amb un concepte molt menys treballat que el SoundSystem o La Joia.
El 6 maig de 2022, Bad Gyal va anunciar els seus dos concerts més multitudinaris fins a la data: l'11 de febrer de 2023 al Palau Sant Jordi de Barcelona i el 17 de febrer de 2023 al WiZink Center de Madrid.

## Repertori de cançons

### 2022
Aquesta llista de cançons correspon al concert interpretat el 22 de maig de 2022 a Viladecans. No representa tots els espectacles oferts a tota la gira.
1. 'Blin Blin'
2. 'Slim Thick'
3. 'Pussy'
4. 'Su Payita (Gramos')
5. 'Gasto'
6. 'Tu Eres un Bom Bom Remix'
7. 'Chulo'
8. 'Hookah'
9. 'Tremendo Culón'
10. '44'
11. 'Aprendiendo el Sexo'
12. 'Candela'
13. 'Perdió este Culo'
14. 'Santa María'
15. 'Iconic'
16. 'Flow 2000 Remix'
17. 'Judas'
18. 'Zorra'
19. 'Yo Sigo Iual'
20. 'Do You Mind'
21. 'La Prendo'
22. 'Sexy'
23. 'Nueva York (Tot*)'
24. 'Alocao'
25. 'Fiebre'

Notes:
- Al primer concert de Barcelona, Beny Jr va unir-se a Bad Gyal a l'escenari per interpretar 'Flow 2000 Remix'.
- Al concert del Puerto de Santa María, Omar Montes va unir-se a Bad Gyal a l'escenari per interpretar 'Alocao'.
- Al concert de Nova York, Bad Gyal va afegir 'Sin Carné' al repertori. A partir d'aquell moment es va cantar en tots els següents concerts de la gira.
- Al primer concert de São Paulo, Bad Gyal va afegir 'Formosa Remix' al repertori. A partir d'aquell moment es va cantar en tots els següents concerts de la gira.
- Al segon concert de Ciutat de Mèxic, Bad Gyal va interpretar per primer cop 'Real G'.
- Al segon concert de Ciutat de Mèxic, Bad Gyal va cantar per últim cop 'Judas'.

### 2023
Aquesta llista de cançons correspon al concert interpretat l'11 de febrer de 2023 a Barcelona. No representa tots els espectacles oferts a tota la gira.
1. 'Blin Blin'
2. 'Slim Thick'
3. 'Pussy'
4. 'Su Payita (Gramos')
5. 'Gasto'
6. 'Sin Carné'
7. 'Tu Eres un Bom Bom Remix'
8. 'Chulo'
9. 'Hookah'
10. 'Tremendo Culón'
11. '44'
12. 'Aprendiendo el Sexo'
13. 'Mi Lova'
14. 'Candela'
15. 'Perdió este Culo'
16. 'Santa María'
17. 'Iconic'
18. 'Formosa Remix'
19. 'Flow 2000 Remix'
20. 'Enamórate'
21. 'Pop Pop'
22. 'Bota Niña'
23. 'Zorra'
24. 'Skit'
25. 'Yo Sigo Iual'
26. 'Give Me'
27. 'Real G'
28. 'La Prendo'
29. 'Sexy'
30. 'Nueva York (Tot*)'
31. 'La Que No Se Mueva'
32. 'Alocao'
33. 'Fiebre'

Notes:
- 'Perdió Este Culo' i 'Formosa Remix' únicament van ser interpretades als primers concerts de Barcelona i Madrid.
- Al primer concert de Madrid, Quevedo va unir-se a Bad Gyal a l'escenari per interpretar 'Real G'.
- Al primer concert d'Alacant, Bad Gyal va afegir 'Kármika' al repertori. A partir d'aquell moment es va cantar en tots els següents concerts de la gira.
- Al concert de Simancas, Bad Gyal va afegir 'El Sol Me Da' i 'Que Rico' al repertori. A partir d'aquell moment es va cantar en tots els següents concerts de la gira.
- Al segon concert de Madrid, Tokischa va unir-se a Bad Gyal a l'escenari per interpretar 'Chulo pt.2'. A partir d'aquell moment es va cantar en tots els següents concerts de la gira.
- Al concert d'Oslo, Bad Gyal va cantar per últim cop 'Iconic'.
- Al concert de Santiago, Polimá Westcoast i Standly van unir-se a Bad Gyal a l'escenari per interpretar 'Barcelona'.
- Al concert de Santiago, Bad Gyal va afegir 'Ghetto Princess' al repertori. A partir d'aquell moment es va cantar en tots els següents concerts de la gira.
- Al concert de Lima, Un Titico va unir-se a Bad Gyal a l'escenari per interpretar 'Que Rico'.
- Al primer concert de Buenos Aires, Nicki Nicole va unir-se a Bad Gyal a l'escenari per interpretar 'Enamórate'.

## Dates
| Data                   | Ciutat                     | País              | Recinte                              |
| La Joia Tour 2022      | La Joia Tour 2022          | La Joia Tour 2022 | La Joia Tour 2022                    |
| ---------------------- | -------------------------- | ----------------- | ------------------------------------ |
| 22 de maig de 2022     | Viladecans                 | Espanya           | Auditori Atrium                      |
| 26 de maig de 2022     | Pamplona                   | Espanya           | Sala Zentral                         |
| 28 de maig de 2022     | Londres                    | Regne Unit        | Sala Electric Brixton                |
| 2 de juny de 2022      | Barcelona                  | Espanya           | Parc del Fòrum                       |
| 9 de juny de 2022      | Barcelona                  | Espanya           | Parc del Fòrum                       |
| 11 de juny de 2022     | Porto                      | Portugal          | Parque da Cidade                     |
| 19 de juny de 2022     | Palma                      | Espanya           | Son Fusteret                         |
| 2 de juliol de 2022    | Tarragona                  | Espanya           | Tarraco Arena                        |
| 8 de juliol de 2022    | Girona                     | Espanya           | Estadi de Montilivi                  |
| 9 de juliol de 2022    | València                   | Espanya           | Ciutat de les Arts i les Ciències    |
| 16 de juliol de 2022   | Torremolinos               | Espanya           | Recinte Firal de Torremolinos        |
| 21 de juliol de 2022   | Barbate                    | Espanya           | Port de Barbate                      |
| 23 de juliol de 2022   | Llanera                    | Espanya           | Jardins Firals de Llanera            |
| 30 de juliol de 2022   | La Corunya                 | Espanya           | Expocoruña                           |
| 5 d'agost de 2022      | El Puerto de Santa María   | Espanya           | Recinte Firal Las Banderas           |
| 7 d'agost de 2022      | Borriana                   | Espanya           | Platja de l'Arenal                   |
| 13 d'agost de 2022     | Budapest                   | Hongria           | Illa d'Óbuda                         |
| 19 d'agost de 2022     | Benidorm                   | Espanya           | Ciutat Esportiva Guillermo Amor      |
| 9 de setembre de 2022  | Nova York                  | Estats Units      | Sala Elsewhere                       |
| 16 de setembre de 2022 | Los Angeles                | Estats Units      | Sala Echoplex                        |
| 18 de setembre de 2022 | Los Angeles                | Estats Units      | Parc estatal històric de Los Angeles |
| 8 d'octubre de 2022    | Càceres                    | Espanya           | Recinte hípic de Càceres             |
| 14 d'octubre de 2022   | Saragossa                  | Espanya           | Espai ZITY                           |
| 4 de novembre de 2022  | São Paulo                  | Brasil            | Audio Club                           |
| 6 de novembre de 2022  | São Paulo                  | Brasil            | Parc d'Anhembi                       |
| 10 de novembre de 2022 | Santiago                   | Xile              | Teatro Coliseo                       |
| 12 de novembre de 2022 | Santiago                   | Xile              | Parc Bicenternari de Cerrillos       |
| 13 de novembre de 2022 | Buenos Aires               | Argentina         | Parc de Los Niños                    |
| 27 de novembre de 2022 | Ciutat de Mèxic            | Mèxic             | Autòdrom Hermanos Rodríguez          |
| 30 de novembre de 2022 | Ciutat de Mèxic            | Mèxic             | Auditori BlackBerry                  |
| 2 de desembre de 2022  | Monterrey                  | Mèxic             | Parc Fundidora                       |
| La Joia Tour 2023      |                            |                   |                                      |
| 11 de febrer de 2023   | Barcelona                  | Espanya           | Palau Sant Jordi                     |
| 17 de febrer de 2023   | Madrid                     | Espanya           | WiZink Center                        |
| 7 d'abril de 2023      | Alacant                    | Espanya           | Multiespai Rabasa                    |
| 18 de maig de 2023     | Calvià                     | Espanya           | Antic Aquaparc de Calvià             |
| 3 de juny de 2023      | Simancas                   | Espanya           | Instal·lacions Esportives Los Pinos  |
| 10 de juny de 2023     | Madrid                     | Espanya           | Ciudad del Rock                      |
| 17 de juny de 2023     | Barcelona                  | Espanya           | Fira Gran Via                        |
| 24 de juny de 2023     | Las Palmas de Gran Canaria | Espanya           | Estadi de Gran Canària               |
| 1 de juliol de 2023    | Roquetas de Mar            | Espanya           | Recinte Firal de Roquetas de Mar     |
| 6 de juliol de 2023    | Frauenfeld                 | Suïssa            | Frauenfeld Allmend                   |
| 8 de juliol de 2023    | Úbeda                      | Espanya           | Recinte Firal d'Úbeda                |
| 20 de juliol de 2023   | Llanera                    | Espanya           | Jardins Firals de Llanera            |
| 22 de juliol de 2023   | Múrcia                     | Espanya           | Plaça de braus de La Condomina       |
| 10 d'agost de 2023     | Vigo                       | Espanya           | Parc de Castrelos                    |
| 12 d'agost de 2023     | Fuengirola                 | Espanya           | Marenostrum Fuengirola               |
| 15 d'agost de 2023     | Chiclana de la Frontera    | Espanya           | Poblat de Sancti Petri               |
| 2 de setembre de 2023  | Salamanca                  | Espanya           | Espai Mas                            |
| 8 de setembre de 2023  | Mairena del Aljarfe        | Espanya           | Recinte Hípic de Mairena del Aljarfe |
| 13 d'octubre de 2023   | Ciutat de Mèxic            | Mèxic             | Pepsi Center                         |
| 3 de novembre de 2023  | Oslo                       | Noruega           | Sala Rockefeller                     |
| 18 de novembre de 2023 | San Juan                   | Puerto Rico       | Balneari de Carolina                 |
| 30 de novembre de 2023 | Santiago                   | Xile              | Movistar Arena                       |
| 2 de desembre de 2023  | Lima                       | Perú              | Teatre Leguía                        |
| 7 de desembre de 2023  | Buenos Aires               | Argentina         | C Complejo Art Media                 |
| 8 de desembre de 2023  | Buenos Aires               | Argentina         | C Complejo Art Media                 |

## Concerts cancel·lats
| Data                   | Ciutat            | País              | Recinte                | Motiu                     |
| La Joia Tour 2022      | La Joia Tour 2022 | La Joia Tour 2022 | La Joia Tour 2022      | La Joia Tour 2022         |
| ---------------------- | ----------------- | ----------------- | ---------------------- | ------------------------- |
| 15 de juliol de 2022   | Madrid            | Espanya           | Estadi Metropolità     | Cancel·lació del festival |
| La Joia Tour 2023      |                   |                   |                        |                           |
| 1 de setembre de 2023  | Santander         | Espanya           | Recinte Virgen del Mar | Pluja i vents forts       |
| 10 de desembre de 2023 | Bogotà            | Colòmbia          | Parc Simón Bolívar     | Cancel·lació del festival |